# リンジー・フォンセカ
リンジー・フォンセカ（Lyndsy Fonseca, 1987年1月7日 - ）は、アメリカ合衆国の女優。

## 略歴
ポルトガル系アメリカ人。

## 私生活
2009年に俳優のマシュー・スマイリーと結婚したが、2012年7月に別居。
2013年に離婚を申請した。
2016年2月10日（現地時間）自身のInstagramにて、ドラマ「NIKITA / ニキータ」で共演し、予てより交際中のノア・ビーンと婚約したことが明かされているが婚約した日は不明である。
2016年10月2日（現地時間）にノア・ビーンとコネチカット州のぶどう園 Saltwater Farm Vineyardにて結婚式を行った。
2017年9月23日（現地時間）に、夫ノアとの間に第一子を授かったことを自身のInstagramとTwitterで報告した。
同日、サンタモニカで開催された環境メディア協会賞に、夫ノアとともに出席している。
2018年2月8日（現地時間）に、自身のInstagramにて、2月2日の午後11時36分に第一子となる女児を出産したことを報告した。名前は、グレタ・リリア・ビーン (Greta Lilia Bean)。体重は7ポンド12オンス（約3515グラム）。身長は20 1/4インチ（約51.4センチ）である。

## 主な出演作品

### 映画
| 公開年 | 邦題 原題                                                     | 役名       | 備考       |
| ------ | ------------------------------------------------------------- | ---------- | ---------- |
| 2005   | インターネット/甘い誘惑 Cyber Seduction: His Secret Life      | エイミー   | テレビ映画 |
| 2006   | CUBE NEXT キューブ・ネクスト Intellectual Property            | ジェニー   |            |
| 2010   | キック・アス Kick-Ass                                         | ケイティ   |            |
| 2010   | オフロでGO!!!!! タイムマシンはジェット式 Hot Tub Time Machine | ジェニー   |            |
| 2010   | ザ・ウォード/監禁病棟 The Ward                                | アイリス   |            |
| 2011   | ファイブ ある勇敢な女性たちの物語 Five                        | シャイアン | テレビ映画 |
| 2013   | キック・アス/ジャスティス・フォーエバー Kick-Ass 2            | ケイティ   |            |

### テレビシリーズ
| 放映年    | 邦題 原題                                                 | 役名                   | 備考                                      |
| --------- | --------------------------------------------------------- | ---------------------- | ----------------------------------------- |
| 2001-2005 | ヤング・アンド・ザ・レストレス The Young and the Restless |                        | 計87話出演                                |
| 2003      | ボストン・パブリック Boston Public                        | ジェン・カーデル       | 計4話出演                                 |
| 2004      | マルコム in the Middle Malcolm in the Middle              | オリヴィア             | 第5シーズン第13話「ロイスVSスーザン」     |
| 2004      | NYPDブルー NYPD Blue                                      | マディソン             | 第11シーズン第14話「摩擦」                |
| 2005-2014 | ママと恋に落ちるまで How I Met Your Mother                | 2030年のテッドの娘     | 計65話出演                                |
| 2006-2009 | ビッグ・ラブ Big Love                                     | ドナ                   | 計6話出演                                 |
| 2007      | 女検察官アナベス・チェイス Close to Home                  | ジェシカ               | 第2シーズン第14話「ファミリー・ビジネス」 |
| 2007      | CSI:科学捜査班 CSI: Crime Scene Investigation             | メーガン・クーパー     | 第7シーズン第17話「青春のあやまち」       |
| 2007      | Dr.HOUSE House M.D.                                       | アディ                 | 第3シーズン第22話「抗うつ剤」             |
| 2007      | HEROES Heroes                                             | エイプリル             | 第2シーズン第1話「4ヵ月後」               |
| 2007-2009 | デスパレートな妻たち Desperate Housewives                 | ディラン・メイフェア   | 計18話出演                                |
| 2010-2013 | NIKITA / ニキータ Nikita                                  | アレックス             | 計73話出演                                |
| 2015-2016 | エージェント・カーター Agent Carter                       | アンジー・マルティネリ | 計7話出演                                 |